# گون‌قشلاق
گون‌قشلاق (ترکی آذربایجانی: Günqışlaq) یک منطقهٔ مسکونی در جمهوری آرتساخ است که در استان کاشاتاق واقع شده‌است.